# Bolsa de Valores de Nairóbi
Bolsa de Valores de Nairóbi (NSE; Nairobi Securities Exchange) é uma bolsa de valores com sede na capital do Quênia, Nairóbi. Com 66 empresa cotadas (Julho de 2017), a NSE é uma das maiores bolsas de valores em África.  Inicialmente foi uma associação voluntária de corretores da comunidade européia registrada sob a Lei das Sociedades no Quênia britânico.

## História
A negociação com ações de empresa começou na década de 1920. Naquela época, o país era uma colônia britânica, que pertencia ao Império Britânico. Uma bolsa de valores foi criada pela primeira vez em 1922 no Exchange Bar do Hotel Stanley em Nairóbi. O mercado não era formal, pois não havia regras e regulamentos para corretagem. O comércio ocorreu sob acordo de cavalheiros. As comissões eram cobradas quando os clientes eram obrigados a cumprir suas obrigações contratuais para entregar adequadamente e pagar os custos relacionados. Naquela época, a negociação em bolsa de valores era uma atividade secundária de contadores, leiloeiros, agentes imobiliários e advogados da Comunidade Britânica. Como esses empreendedores e funcionários públicos trabalhavam em outros campos de atividades, não havia necessidade de associação.

### Atualidade
Em 27 de junho de 2014, a Autoridade do Mercado de Capitais aprovou a listagem das ações da NSE a serem lançadas via uma  oferta pública inicial (IPO). O IPO foi aberto em 24 de julho de 2014 e concluído em 12 de agosto de 2014.
O IPO da NSE foi subscrito com 763,92% de ágio, tornando-se a oferta de ações com mais sobre preço nos 60 anos de história da NSE. As ações da NSE começaram a ser negociadas no principal segmento do mercado de investimento da bolsa em 9 de setembro de 2014.
Em março de 2015, a NSE aderiu oficialmente à iniciativa United Nations Sustainable Stock Exchanges (SSE), pela qual se comprometeram voluntariamente a informar seus acionistas da importância de integrar a sustentabilidade em seus mercados de capitais.
Em março de 2020 estavam listadas na NSE 57 empresas com ações negociadas.

## Sócios proprietários
As ações da Bolsa de Valores de Nairóbi são listadas e negociadas em pregão, sob o símbolo: NSE. Em 31 de dezembro de 2014, a participação acionária nas ações da bolsa era mostrada conforme tabela abaixo:
| Rank | Empresa                              | Participação acionária |
| ---- | ------------------------------------ | ---------------------- |
| 1    | Standard Chartered Kenya Nominees    | 21.75                  |
| 2    | CfC Stanbic Nominees Kenya Limited   | 7.67                   |
| 3    | Cabinet Secretary, Treasury of Kenya | 3.37                   |
| 4    | Investor Compensation Fund Board     | 3.37                   |
| 5    | Outros                               | 63.84                  |
|      | Total                                | 100.00                 |